# Геер, Роберт Вильгельм де
Барон (с 1809 года — граф) Роберт Вильгельм де Геер (швед. Robert Wilhelm de Geer; 6 сентября 1750, Перно, Королевство Швеция — 4 ноября 1820, Гельсингфорс, Великое княжество Финляндское, Российская империя) — шведский и российский государственный деятель, вся карьера которого была связана с Финляндией. Тайный советник (1817). 

## Биография
Выходец из известной шведской дворянской семьи Де Геер, происходившей из Брабантских протестантов. Единственный сын барона Отто Вильгельма де Геера и Анны Доротеи, урождённой Мюль, в свою очередь, единственной наследницы генерал-лейтенанта Роберта Мюля. В наследство от деда-генерала Роберт де Геер получил поместья в Финляндии, поблизости от тогдашней русско-шведской границы.
В возрасте 14 лет, в 1764 году, де Геер поступил в кадетский корпус в Карлскруне. По окончании корпуса, служил офицером в шведской Лейб-гвардии (1768—1771), затем в армейских частях, где к 1778 году получил чин майора. В 1778—1783 годах де Геер служил (предположительно, военным атташе) в шведском посольстве в России в Санкт-Петербурге. Вернувшись на родину, вышел в отставку с военной службы в чине полковника, после чего служил на гражданских должностях (1783—1789).
Де Геер был известен, как противник политики короля Густава III. В 1780-х годах де Геер также был близок к кругу финских борцов за независимость во главе с Георгом Магнусом Спренгтпортеном. Спренгтпортен был другом детства де Геера, кроме того, де Геер несколько лет служил офицером в пехотном полку, командиром которого в то время являлся Спренгтпортен. В 1789 году, во время Русско-шведской войны, де Геер попытался снова поступить на военную службу, но был уволен из армии по приказу короля, как неблагонадёжный офицер, а некоторые его родственники и друзья-офицеры прямо участвовали в заговоре против монарха. 
Уволенный шведским королём в отставку как с военной, так и с гражданской службы, де Геер провёл следующие двадцать лет (1789—1808) ведя жизнь богатого и респектабельного помещика.
Когда в 1808 году началась новая война между Россией и Швецией и русские войска перешли шведскую границу, де Геер, чьи поместья были расположены поблизости, и Роткирх, его сосед по имению, были первыми шведскими дворянами, прибывшими в русский штаб, где были радушно приняты русским главнокомандующим генералом Буксгевденом и выразили свои симпатии к России.
В июле 1808 года Спренгтпортен, назначенный генерал-губернатором присоединенной к России Финляндии, пригласил де Геера в Санкт-Петербург, где они вместе работали над подготовкой Боргоского сейма. По предложению Спренгтпортена, де Геер был назначен маршалом (ландмаршалом) Боргоского сейма. Непосредственно в ходе Сейма де Геер поссорился со Спренгтпортен, который утратил благосклонность императора Александра I, тогда как де Геер сумел её сохранить.
После того, как организационные вопросы, связанные с образованием Великого княжества Финляндского были решены, де Геер был назначен сенатором и руководителем одной из комиссий Сената Финляндии, получил чин тайного советника (1817) и был возведён в графское Великого княжества Финляндского достоинство.
По мнению современных финских историков, в Сенате он редко проявлял инициативу и использовал свое высокое служебное положение в основном для получения личной финансовой выгоды. Все последующие годы он оставался одним из наиболее влиятельных людей в Финляндии. 
Де Геер скончался в Гельсингфорсе (ныне — Хельсинки) в 1820 году.

## Семья
С 1785 года де Геер был женат на Вивике Элеоноре, урождённой баронессе Хастфер, дочери полковника. У них было четверо детей. Дочь, Вивика Доротея де Геер стала в 1811 году фрейлиной российской императрицы.  Старший из двух сыновей, доживших до совершеннолетия, Отто Берндт, утонул во время Русско-шведской войны 1808—1809 годов, когда военный транспорт затонул в Аландском море. Младший, Роберт Фридрих, унаследовал титул отца и его поместья. Графская ветвь семьи де Геер угасла в мужском колене, когда внук Роберта де Геера, Роберт Отто Вильгельм, офицер русской армии, погиб в 1855 году во время Крымской войны.